# 125. вечити дерби у фудбалу
125. вечити дерби у фудбалу је фудбалска утакмица одиграна у Београду 15. октобра 2005. године, између Црвене звезде и Партизана. Утакмица се завршила резултатом 2 : 0 (0 : 0) за Црвену звезду.